# إدغار ماير (ملحن)
إدغار ماير (بالإنجليزية: Edgar Meyer) هو ملحن وبروفيسور أمريكي، ولد في 24 نوفمبر 1960 في أوك ريدج في الولايات المتحدة.

## وصلات خارجية
- إدغار ماير على موقع IMDb (الإنجليزية)
- إدغار ماير على موقع ميوزك برينز (الإنجليزية)
- إدغار ماير على موقع أول ميوزيك (الإنجليزية)
- إدغار ماير على موقع ديسكوغز (الإنجليزية)
- إدغار ماير على موقع قاعدة بيانات الفيلم (الإنجليزية)